# Michael Reilly Burke
Michael Reilly Burke (Marin County (Californië), 27 juni 1964) is een Amerikaans acteur.

## Biografie
Burke begon in 1993 met acteren in de televisieserie Star Trek: The Next Generation. Hierna heeft hij nog meerdere rollen gespeeld in televisieseries en films, zoals Beverly Hills, 90210 (1998), Providence (1999), NYPD Blue (1995-2003), JAG (2001-2004), 24 (2007) en Lincoln Heighst (2007-2008).
Burke heeft ook in het theater gestaan, zoals in het Antaeus Theater  met The Astonished Heart, The Old Globe met Three Days of Rain, South Coast Repertory met Death of a Salesman en Macklenburg Playhouse met Noises Off.

## Filmografie[5]

### Films
Uitgezonderd korte films.
- 2019 Her Mind in Pieces - als pastoor
- 2018 Vice - als David Gribbin
- 2018 Monster Party - als mr. Clapton
- 2018 Slender Man - als vader van Hallie
- 2015 Paradise Pictures - als Frank Capra
- 2014 The Big Bad City - als rechercheur Kelly
- 2009 The Collector – als Michael Chase
- 2008 Kate Wakes – als Paul
- 2007 The Frolic – als Dr. David Munck
- 2007 Company Man – als Ted Gaines
- 2007 The Cure – als Frank Carter
- 2006 Death of a President – als Robert H. Maguire
- 2005 Outside a Dream – als Jonathan Stevens
- 2004 NYPD 2069 – als Harlan Kroger
- 2003 War Stories – als Coulter
- 2002 Ted Bundy – als Ted Bundy
- 2001 Octopus 2: River of Fear – als Nick Hartfeld
- 2001 Dead Last – als Carl Vard
- 1998 Creature – als Adam Puckett
- 1997 Childhood Sweetheart? – als Greg Davis
- 1996 Mars Attacks! – als verslaggever van GNN
- 1996 Love Always – als Mark Righetti
- 1996 Bermuda Triangle – als Michael
- 1995 Terror in the Shadows – als klant
- 1994 Foreign Student – als Harrison

### Televisieseries
Uitgezonderd eenmalige gastrollen.
- 2024 Griselda - als Sweetwater - 3 afl.
- 2015 - 2018 Suits - als Teddy - 2 afl.
- 2015 - 2016 Shameless - als Theo Wallace - 6 afl.
- 2014 - 2015 Satisfaction - als Daniel Harper - 4 afl.
- 2012 - 2013 Vegas - als D.A. Jerry Reynolds - 9 afl.
- 2012 The Vampire Diaries - als pastor Young - 2 afl.
- 2012 Revenge - als agent John McGowen - 3 afl.
- 2011 Prime Suspect - als Doug Roenick - 2 afl.
- 2010 Private Practice – als Simon – 3 afl.
- 2007 – 2008 Lincoln Heights – als Kevin Lund – 32 afl.
- 2007 24 – als Bruce Carson – 3 afl.
- 2001 – 2004 JAG – als Adam Kohler en Jay Pagano – 2 afl.
- 2004 Star Trek: Enterprise – als Koss – 3 afl.
- 2004 The Practice – als Kevin McCarley – 3 afl.
- 1995 – 2003 NYPD Blue – als James Carlin en Harry Benson – 5 afl.
- 2001 The Beast – als Jeremy Anglade – 4 afl.
- 1999 Providence – als Brady Pullman – 6 afl.
- 1999 Poltergeist: The Legacy – als Jeffrey Sandor – 2 afl.
- 1998 Beverly Hills, 90210 – als Jeff Stockmann – 4 afl.
- 1997 Orleans – als ?? – 6 afl.
- 1996 Central Park West – als Tyler Brock – 3 afl.
- 1995 – 1996 Space: Above and Beyond – als John Oakes – 2 afl.